# Partit Socialista Oportunista
Partit Socialista Oportunista (o Partido del Socialismo Oportunista) fou un partit polític creat el desembre del 1890 pel dirigent socialista català Josep Pàmias, director del periòdic El Obrero.
El partit sorgí quan els redactors del periòdic decidiren trencar amb el Partit Democràtic Socialista Obrer Espanyol, de tendència marxista, arran del Congrés de 1888, i després de participar en el Congrés del Socialisme Possibilista a París el 1889. Arrossegaren la Federació de les Tres Classes de Vapor a la fundació del nou partit seguint les idees del teòric francès Paul Brousse, qui havia residit un temps a Barcelona i defensava la col·laboració política amb els republicans i demanar només reformes que fossin possibles a curt termini. Arrossegà alguns dirigents del Partit Democràtic Socialista Obrer, però quan la Federació de les Tres Classes de Vapor entrà en crisi es va veure arrossegat i va propiciar la seva dissolució a començaments del segle xx.